# Тетеруші
Тетеруші (рум. Tătăruși) — село у повіті Ясси в Румунії. Адміністративний центр комуни Тетеруші.
Село розташоване на відстані 325 км на північ від Бухареста, 78 км на захід від Ясс.

## Населення
За даними перепису населення 2002 року у селі проживали 1747 осіб, усі — румуни. Усі жителі села рідною мовою назвали румунську.